# Frank Mertens
Frank Mertens, de son vrai nom Frank Sorgatz, est né le 26 octobre 1961 à Enger en Rhénanie-du-Nord-Westphalie. Ex-membre du groupe new wave allemand Alphaville avec lequel il a composé la plupart des titres du premier album, il était aussi l'un des claviéristes avec Bernhard Lloyd, avant d'être remplacé par Ricky Echolette en décembre 1984 à la suite de son départ volontaire.
Il fonde en 1986 avec Matine Lille (de son vrai nom Martina Richter) et Felix Lille (de son vrai nom Felix Schulte) le groupe Lonely Boys et sort un titre l'été de la même année : "Hold Me" en Allemagne et en Suisse. Mais le groupe tombe dans l'oubli en très peu de temps.
En 1991 Frank vit à Paris et étudie l'art afin de finaliser un projet artistique, composé de musique d'ambiance, de peinture et de sculpture nommé Maelstrom puis revient s'installer à Cologne en 1996.